# Sven Lidman
Carl Hindrik Sven Rudolphsson Lidman (30 de junho de 1882 - 14 de fevereiro de 1960) foi um oficial militar, poeta, escritor e pregador sueco, neto do clérigo Sven Lidman.
Nasceu em Karlskrona, tornou-se subtenente da reserva do exército real sueco em 1903, estudou Direito na Universidade de Uppsala. Começou uma promissora carreira como um célebre poeta com Pasife (1904), Primavera (1905), Källorna (1906), e Elden och altaret (1907). Ele também escreveu os dramas Imperia(1907) e Härskare(1908), antes de começar a escrever romances: Stensborg(1910), Thure Gabriel Silfverstååhl (1910), Carl Silfverstååhls upplevelser (2ª edição, 1912), Köpmän och krigare (3ª edição, 1911), Tvedräktens barn (1913), e Det levande fäderneshuset (1916). Em 1917, ele passou por um avivamento religioso, no qual saiu em suas novelas Huset med de gamla fröknarna (5ª edição, 1919), Såsom genom eld (5ª edição, 1920), Bryggan håller (1923), e Personlig frälsning (1924). Em 1921 juntou-se ao rápido crescimento sueco  movimento pentecostal, tornou-se o editor de sua revista Evangelii Harold, e era considerado pessoa do movimento segundo-principal fundador ao lado de Lewi Pethrus.
A autobiografia de Lidman foi publicada em quatro partes:Gossen i Grottan (1952), Lågan och lindansaren (1952), Mandoms moda (1954), e Vällust och vedergällning (1957). A biografia foi escrita por Knut Ahnlund, Sven Lidman: ett livsdrama(1996, ISBN 91-7486-316-9). Biográficos e detalhes históricos, também aparecem na novelaPer Olov Enquist's 2001 Lewis Resa('Levi's journey'), e em autobiografias pelo jovem Sven Lidman (lexicógrafo).
Lidman está enterrado no túmulo da família com seu avô.